# 국도 제89호선 (미국)
미국 89번 국도(U.S. Route 89, US 89)는 애리조나주 플래그스태프에서 몬태나주 뱁까지 이어지는 미국의 일반 국도다.